# Sassacus
Sassacus, cuyo nombre proviene de Sassakasu “sin miedo” (Oroton, Connecticut, 1560-Campamento mohawk, 1637) fue el jefe de los pequot, muy temido entre las otras tribus de la zona porque afirmaba tener poderes sobrenaturales. Cometió algunos ultrajes a los blancos como venganza de otros que éstos habían cometido. Y con la excusa de la muerte de un comerciante de Boston en Black Island el verano de 1636, en 1637 los bostonianos organizaron una expedición punitiva dirigida por John Mason, en la que quemaron Fort Mystic. 
Escapó con algunos guerreros y murió a manos de los mohawk, durante la Guerra Pequot, en la actual Nueva York, y su cabellera fue enviada a los británicos como símbolo de amistad con la colonia de Connecticut.
- Datos: Q2613239